# The Princess of Park Row
The Princess of Park Row er en amerikansk stumfilm fra 1917 af Ashley Miller.

## Medvirkende
- Mildred Manning som Margot
- Wallace MacDonald som Tom Kearney
- William R. Dunn som Kronski
- John Costello som Niclos
- Ann Brody som Berta